# ترومای غیرنافذ

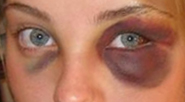
کوبیدگی چشم

ترومای غیر نافذ یا ترومای کُند یا ترومای بلانت (به انگلیسی: Blunt trauma) به آسیب فیزیکی به بخشی از بدن اشاره دارد که می‌تواند در اثر سانحه یا ضربات فیزیکی بدون ایجاد بریدگی یا جراحت در پوست ایجاد شده باشد. این اصطلاح معمولاً به آسیب وارد شده به وسیلهٔ ضربه اشاره دارد. به علاوه، کوبیدگی گونه‌ای نخستین از آسیب‌های پیشرفته‌تری از قبیل ضرب دیدگی، ساییدگی، زخم، یا شکستگی استخوان است. آسیب کوبیدگی متفاوت از ترومای نافذ یا ترومای همراه با بریدگی یا سوراخ شدگی است؛ ترومای نافذ نوع دیگری از آسیب است که بر اثر ورود جسمی بُرنده مانند گلوله یا چاقو ایجاد می‌شود.

## تفاوت‌ها

### کوبیدگی بطنی

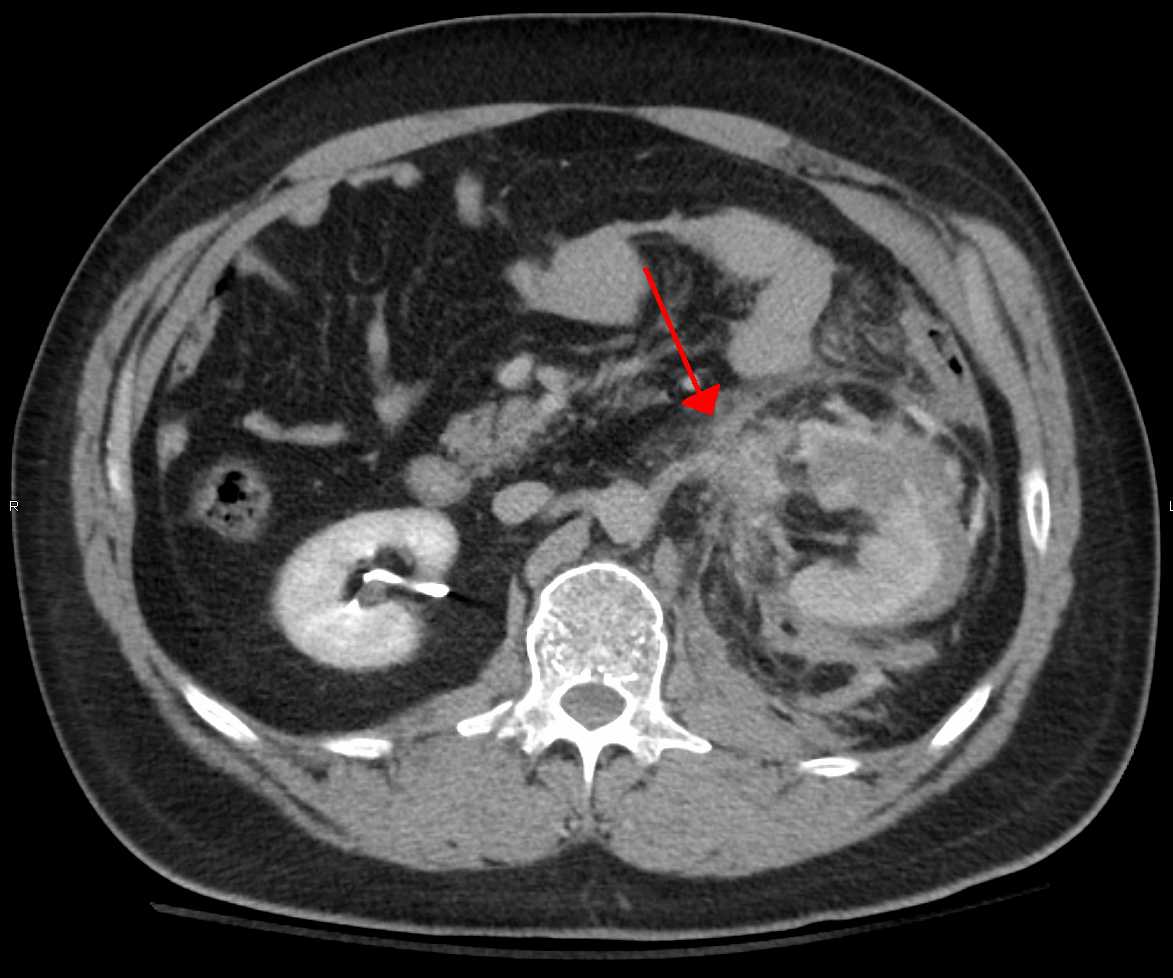
سی‌تی بطنی، آسیب دیدگی سرخرگ کلیهٔ سمت چپ را نشان می‌دهد.

کوبیدگی بطنی، شامل ۷۵٪ از تمامی موارد کوبیدگی و معمول‌ترین نوع از این قبیل آسیب‌ها است. عامل اصلی این نوع آسیب، حوادث وسایل نقلیهٔ موتوری است. در این حوادث، به سبب برخورد شدید راننده با فرمان (خودرو)، داشبورد، یا کمربند ایمنی، بسته به میزان نیروی وارد شده، در موارد خفیف به ضرب دیدگی و در موارد حادتر، به سبب افزایش فشار داخل مجرا، به ترکیدگی اندام‌های داخلی بدن می‌انجامد.